# André Thouin

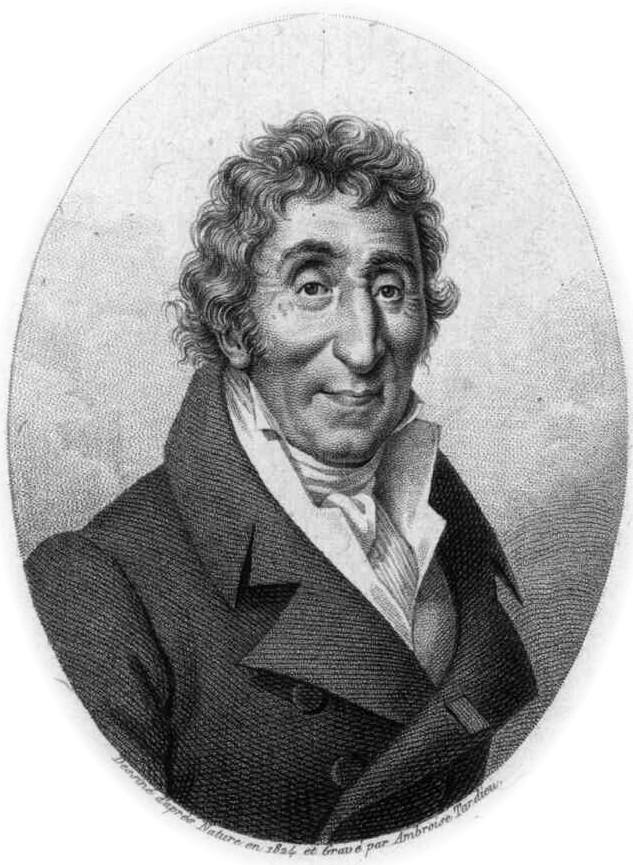
André Thouin.

André Thouin, född den 10 februari 1747 i Paris, död där den 27 oktober 1824, var en fransk botanist. Auktorsnamnet Thouin kan användas för André Thouin i samband med ett vetenskapligt namn inom botaniken; se Wikipediaartiklar som länkar till auktorsnamnet.
Thouin blev redan vid 17 års ålder överträdgårdsmästare vid Jardin des plantes och 1793 föreståndare för Muséum d'histoire naturelle i Paris. Han är mest känd för sina arbeten med gagnväxternas odling och förädling. Han skrev Monographie des greffes (1821) och Cours de culture et de naturalisation des végétaux (3 band, 1827).